# Ryszard Stadniuk
Ryszard Tadeusz Stadniuk (ur. 27 października 1951 w Szczecinie) – polski wioślarz, brązowy medalista olimpijski, wicemistrz świata.

## Życiorys
Był zawodnikiem SKS Czarni Szczecin. Wielokrotnie był mistrzem Polski w różnych osadach.
Wystąpił na igrzyskach olimpijskich w Montrealu w 1976, gdzie był szósty w dwójce ze sternikiem. Brał też udział w igrzyskach olimpijskich w Moskwie (1980), gdzie Polacy w składzie: Grzegorz Stellak, Adam Tomasiak, Grzegorz Nowak, Ryszard Stadniuk i Ryszard Kubiak zdobyli brąz w czwórce ze sternikiem. W finale uplasowali się o 8,01 sekundy za osadą NRD i o 3,47 sekundy za osadą ZSRR. Na tej samej imprezie zajął również dziewiąte miejsce w ósemkach. 
Wspólnie z Grzegorzem Stellakiem i Ryszardem Kubiakiem zdobył srebrny medal w dwójce ze sternikiem na mistrzostwach świata w Nottingham (1975).
Po zakończeniu kariery został działaczem sportowym, pełniącym funkcję prezesa Polskiego Związku Towarzystw Wioślarskich oraz przewodniczym Europejskiej Federacji Wioślarskiej.